# Poul-Erik Høyer Larsen

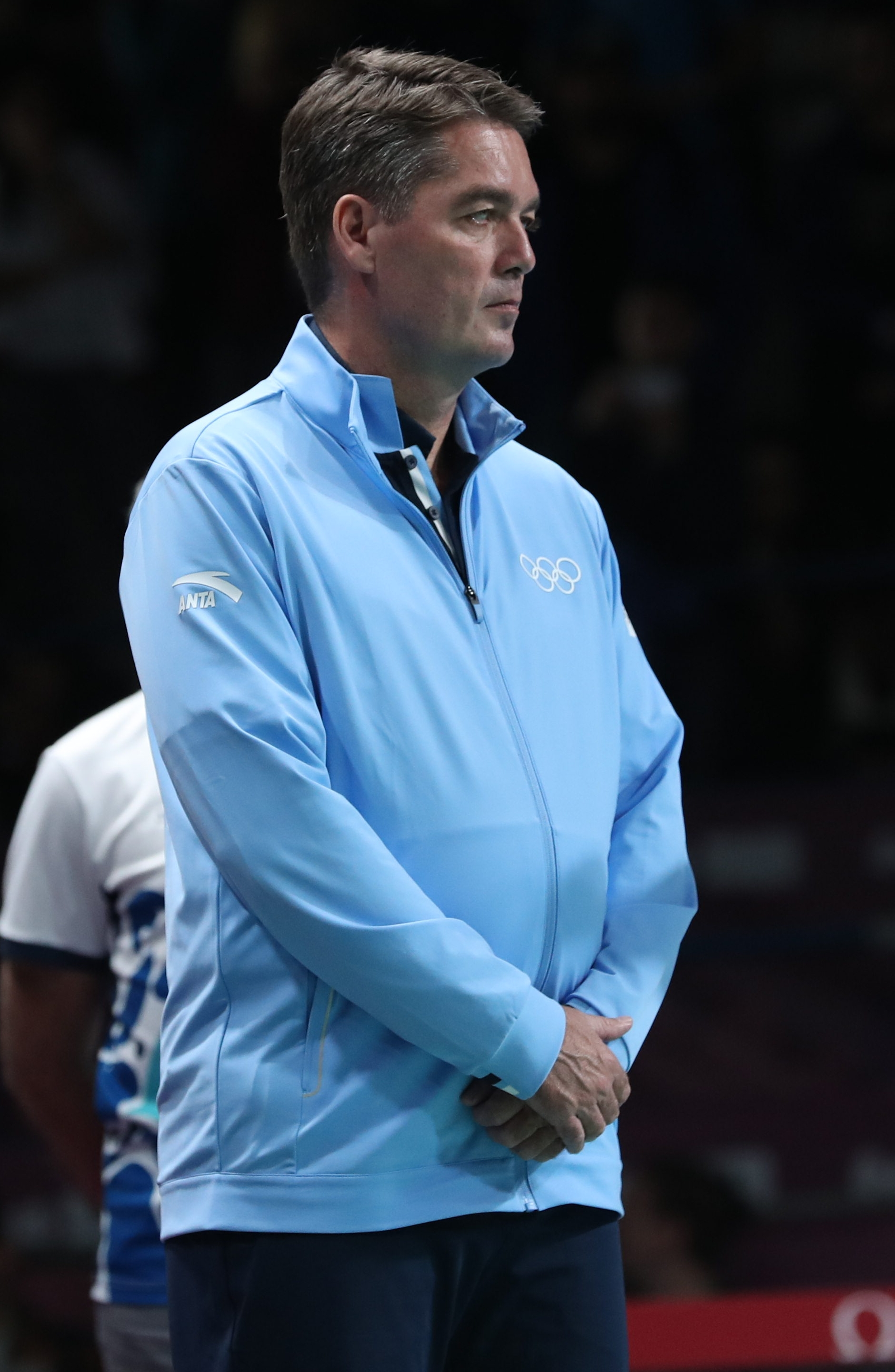
Poul-Erik Høyer Larsen (2018)

Poul-Erik Høyer Larsen (* 20. September 1965 in Esbønderup) ist ein dänischer Badmintonspieler, Olympiasieger und Badmintonfunktionär.

## Karriere
Anfang der 1990er Jahre begann er, in die Fußstapfen von Morten Frost zu treten. Als einer der ganz wenigen europäischen Spitzenspieler konnte er gegen die übermächtig erscheinenden Asiaten bei den großen Turnieren bestehen. So machte er auf sich aufmerksam, als er bei den Olympischen Spielen 1992 in Barcelona erst im Viertelfinale gegen den späteren Silbermedaillengewinner Ardy Wiranata (Indonesien) ausschied.
Das erfolgreichste Jahr hatte der Linkshänder 1996, als er bei den Olympischen Spielen in Atlanta die Goldmedaille gewann. In diesem Jahr verteidigte er nach 1995 auch den Titel im Herreneinzel der All England Championships und wurde nach 1992 und 1994 erneut Europameister. Außerdem gewann er in diesem Jahr das Herreneinzel bei den Badminton Swiss Open.
Neben zahlreichen anderen Turnieren gewann er unter anderem 1992 die Swedish Open und 2003 die Russian Open.
Im Februar 2007 wurde Høyer Larsen zum Vizepräsidenten des dänischen Badmintonverbandes gewählt, 2010 zum Präsidenten von Badminton Europe. Seit 2010 ist er auch Mitglied der Hall of Fame des dänischen Sports. 2013 wurde er Präsident der Badminton World Federation. Seit 2014 ist er IOC-Mitglied.

## Sportliche Erfolge
| Saison    | Veranstaltung                                    | Disziplin    | Platz | Name |
| --------- | ------------------------------------------------ | ------------ | ----- | --- |
| 1981/1982 | Dänemark: Einzelmeisterschaften der Junioren U17 | Herreneinzel | 1     | Poul-Erik Høyer Larsen, Helsinge |
| 1983/1984 | Dänemark: Einzelmeisterschaften der Junioren U19 | Herreneinzel | 1     | Poul-Erik Høyer Larsen, Helsinge |
| 1983/1984 | Dänemark: Einzelmeisterschaften der Junioren U19 | Herrendoppel | 1     | Poul-Erik Høyer Larsen, Helsinge / Henrik Jessen, Lyngby |
| 1984/1985 | Dänemark: Einzelmeisterschaft der Amateure       | Herreneinzel | 1     | Poul-Erik Høyer Larsen, Helsinge |
| 1985      | Portugal International                           | Herrendoppel | 1     | Niels Skeby / Poul-Erik Høyer Larsen |
| 1985      | Norwegian International                          | Herrendoppel | 1     | Poul-Erik Høyer Larsen / Claus Thomsen |
| 1985      | Czechoslovakian International                    | Herreneinzel | 1     | Poul-Erik Høyer Larsen |
| 1985      | Czechoslovakian International                    | Herrendoppel | 1     | Poul-Erik Høyer Larsen / Peter Buch |
| 1985/1986 | Dänemark: Einzelmeisterschaft der Amateure       | Herreneinzel | 1     | Poul-Erik Høyer Larsen, Gentofte BK |
| 1986      | Scottish Open                                    | Herreneinzel | 2     | Poul-Erik Høyer Larsen |
| 1987      | Dutch Open                                       | Herreneinzel | 1     | Poul-Erik Høyer Larsen |
| 1988      | Denmark Open                                     | Herreneinzel | 1     | Poul-Erik Høyer Larsen |
| 1988      | Belgian International                            | Herreneinzel | 1     | Poul-Erik Høyer Larsen |
| 1988/1989 | Dänemark: Einzelmeisterschaften                  | Herreneinzel | 1     | Poul-Erik Høyer Larsen, Gentofte BK |
| 1990      | Nordische Meisterschaften                        | Herreneinzel | 1     | Poul-Erik Høyer Larsen |
| 1990      | Europameisterschaft                              | Mannschaft   | 1     | Dänemark (Jon Holst-Christensen, Grete Mogensen, Morten Frost, Dorte Kjær, Nettie Nielsen, Pernille Nedergaard, Lotte Olsen, Henrik Svarrer, Jan Paulsen, Poul-Erik Høyer Larsen, Kirsten Larsen) |
| 1990      | Denmark Open                                     | Herreneinzel | 1     | Poul-Erik Høyer Larsen |
| 1990      | Europameisterschaft                              | Herreneinzel | 3     | Poul-Erik Høyer Larsen |
| 1991      | German Open                                      | Herreneinzel | 1     | Poul-Erik Høyer Larsen |
| 1991      | Dutch Open                                       | Herreneinzel | 1     | Poul-Erik Høyer Larsen |
| 1991      | Wimbledon Open                                   | Herreneinzel | 1     | Poul-Erik Høyer Larsen |
| 1992      | Finnish International                            | Herreneinzel | 1     | Poul-Erik Høyer Larsen |
| 1992      | Swedish Open                                     | Herreneinzel | 1     | Poul-Erik Høyer Larsen |
| 1992      | US Open                                          | Herreneinzel | 1     | Poul-Erik Høyer Larsen |
| 1992      | Europameisterschaft                              | Herreneinzel | 1     | Poul-Erik Høyer Larsen |
| 1992/1993 | Denmark Open                                     | Herreneinzel | 2     | Poul-Erik Høyer Larsen |
| 1993      | Swedish Open                                     | Herreneinzel | 2     | Poul-Erik Høyer-Larsen |
| 1993      | Denmark Open                                     | Herreneinzel | 1     | Poul-Erik Høyer Larsen |
| 1993      | Dutch Open                                       | Herreneinzel | 1     | Poul-Erik Høyer Larsen |
| 1994      | Swiss Open                                       | Herreneinzel | 2     | Poul-Erik Høyer Larsen |
| 1994      | German Open                                      | Herreneinzel | 1     | Poul-Erik Høyer Larsen |
| 1994      | Dutch Open                                       | Herreneinzel | 1     | Poul-Erik Høyer Larsen |
| 1994      | Denmark Open                                     | Herreneinzel | 1     | Poul-Erik Høyer Larsen |
| 1994      | Europameisterschaft                              | Herreneinzel | 1     | Poul-Erik Høyer Larsen |
| 1994/1995 | Dänemark: Einzelmeisterschaften                  | Herreneinzel | 1     | Poul-Erik Høyer Larsen, Lillerød |
| 1995      | Weltmeisterschaft                                | Herreneinzel | 3     | Poul-Erik Høyer Larsen |
| 1995      | German Open                                      | Herreneinzel | 2     | Poul-Erik Høyer Larsen |
| 1995      | Copenhagen Masters                               | Herreneinzel | 2     | Poul-Erik Høyer Larsen |
| 1995      | China Open                                       | Herreneinzel | 2     | Poul-Erik Høyer Larsen |
| 1995      | All England                                      | Herreneinzel | 1     | Poul-Erik Høyer Larsen |
| 1995      | Denmark Open                                     | Herreneinzel | 1     | Poul-Erik Høyer Larsen |
| 1995/1996 | Dänemark: Einzelmeisterschaften                  | Herreneinzel | 1     | Poul-Erik Høyer Larsen, Lillerød |
| 1996      | Copenhagen Masters                               | Herreneinzel | 1     | Poul-Erik Høyer Larsen |
| 1996      | Europameisterschaft                              | Herreneinzel | 1     | Poul-Erik Høyer Larsen |
| 1996      | Swiss Open                                       | Herreneinzel | 1     | Poul-Erik Høyer Larsen |
| 1996      | Olympia                                          | Herreneinzel | 1     | Poul-Erik Høyer Larsen |
| 1996      | All England                                      | Herreneinzel | 1     | Poul-Erik Høyer Larsen |
| 1997      | Indien: Internationale Meisterschaften           | Herreneinzel | 3     | Poul-Erik Høyer Larsen |
| 1997      | German Open                                      | Herreneinzel | 2     | Poul-Erik Høyer-Larsen |
| 1997      | All England                                      | Herreneinzel | 3     | Poul-Erik Høyer Larsen |
| 1997      | Swiss Open                                       | Herreneinzel | 2     | Poul-Erik Høyer Larsen |
| 1997      | Taiwan Open                                      | Herreneinzel | 2     | Poul-Erik Høyer Larsen |
| 1997      | US Open                                          | Herreneinzel | 1     | Poul-Erik Høyer Larsen |
| 1997      | Weltmeisterschaft                                | Herreneinzel | 3     | Poul-Erik Høyer Larsen |
| 1997      | Russian Open                                     | Herreneinzel | 1     | Poul-Erik Høyer Larsen |
| 1997/1998 | Dänemark: Einzelmeisterschaften                  | Herreneinzel | 1     | Poul-Erik Høyer Larsen, Lillerød |
| 1998      | Europameisterschaft                              | Herreneinzel | 3     | Poul-Erik Høyer Larsen |
| 1998      | Indonesia Open                                   | Herreneinzel | 3     | Poul-Erik Høyer Larsen |
| 1998      | Swiss Open                                       | Herreneinzel | 3     | Poul-Erik Høyer Larsen |
| 1999      | Weltmeisterschaft                                | Herreneinzel | 3     | Poul-Erik Høyer Larsen |
| 1999      | Swiss Open                                       | Herreneinzel | 3     | Poul-Erik Høyer Larsen |
| 1999      | Taiwan Open                                      | Herreneinzel | 5     | Poul-Erik Høyer Larsen |
| 1999      | Denmark Open                                     | Herreneinzel | 1     | Poul-Erik Høyer Larsen |
| 1999      | All England                                      | Herreneinzel | 3     | Poul-Erik Høyer Larsen |
| 2000      | Taiwan Open                                      | Herreneinzel | 3     | Poul-Erik Høyer Larsen |
| 2000      | Olympia                                          | Herreneinzel | 17    | Poul-Erik Høyer Larsen |
| 2000      | Europameisterschaft                              | Herreneinzel | 2     | Poul-Erik Høyer Larsen |
| 2000      | Europameisterschaft                              | Mannschaft   | 1     | Dänemark (Peter Gade, Poul-Erik Høyer Larsen, Kennath Jonasson, Jens Eriksen, Jesper Larsen, Camilla Martin, Mette Sørensen, Rikke Olsen, Helene Kirkegaard, Michael Soegaard)                    |